# Christophe Béchu
Christophe Béchu (Angers, 11 giugno 1974) è un politico francese.
Béchu è segretario generale del partito di centro-destra Horizons. Dal 4 luglio 2022 al 21 settembre 2024 è stato ministro per la transizione ecologica e la coesione dei territori.
In precedenza è stato membro del Parlamento europeo dal 2009 al 2011 in rappresentanza del collegio elettorale della Francia occidentale, senatore per il collegio elettorale di Maine-et-Loire dal 1º ottobre 2011 al 1º ottobre 2017 e ministro per i rapporti con gli enti locali dal 20 maggio 2022 al 4 luglio 2022.